# تحت الأرض (مسلسل)
تحت الأرض، مسلسل تلفزيوني مصري عرض في رمضان 1434هـ/2013م.
تدور الأحداث حول ضابط أمن الدولة جمال الجبالي (أمير كرارة) الذي تحول إلى إرهابي مأجور من قبل جهة رسمية، من مصلحتها إبقاء البلد في حالة اضطراب للبقاء في السلطة، وبمرور الوقت يتعرف على الصحفية ليلى محجوب التي تجسد دورها الممثلة الجزائرية أمل بوشوشة والتي تقع في حبه في البداية لكنه يخفي عنها اسمه الحقيقي ولا يعرفها على شخصيته الحقيقية. ثم يتعرف على تولين سونغول أودان التي تعاني من الجفاء في حياتها الزوجية مع زوجها المهدي (حاتم علي) زعيم إحدى عصابات المافيا، وتقع تولين في حب جمال ومع مرور الزمن يتم القبض على جمال بمتهمة تفجير كنيسة فيتداول الاعلام اخباره ومن ثم تعرف ليلى انه خدعها ولم يعرفها على نفسه فتقوم هذه الاخيرة باللحاق بجميع اخباره وبث بعض الاشرطة والحقائق التي تعرفت عليها في القناة التلفزيونية التي تعمل لصالحها. تتواصل الاحداث ويضطر جمال للمشاركة في قتل طفل ويوقظ ضميره، وعندما يعلم زوج تولين بانها تحب جمال يحاول إرسال قاتل مأجور لقتل جمال دون جدوى، إلا أنه في النهاية يقع في أيدي رجال الأمن أثناء قيامه بعملية إرهابية جديدة. المسلسل من إخراج السوري حاتم علي.

## بطولة
- لمياء الأمير
- هاني عادل
- أمير كرارة
- أمل بوشوشة
- سونغول أودان
- ياسر المصري
- دينا الشربيني
- ضياء عبد الخالق
- إنجي المقدم
- رشا مهدي
- نبيل عيسى
- أحمد صلاح حسني
- محمد سليمان
- سيد رجب
- محمود الجندي
- أحمد صيام
- صفاء جلال
- محمد ممدوح
- عهدي صادق
- صبري عبد المنعم
- حسن العدل
- يوسف فوزي
- عبد الحكيم قطيفان